# ABA All-Star Game 1971
L'ABA All-Star Game 1971, svoltosi a Greensboro, vide la vittoria finale della Eastern Division sulla Western Division per 126 a 122.
Mel Daniels, degli Indiana Pacers, fu nominato MVP della partita.

## Squadre

### Western Division
| Western Division  |                  |     |     |     |     |     |     |     |     |
| Giocatore         | Squadra          | MIN | FGM | FGA | FTM | FTA | RIM | AST | PT  |
| Mel Daniels       | Indiana Pacers   | 30  | 12  | 19  | 5   | 7   | 13  | 3   | 29  |
| Roger Brown       | Indiana Pacers   | 28  | 3   | 11  | 6   | 8   | 3   | 3   | 12  |
| Donnie Freeman    | Texas Chaparrals | 27  | 6   | 12  | 5   | 8   | 7   | 3   | 17  |
| Jimmy Jones       | Memphis Pros     | 27  | 3   | 5   | 7   | 9   | 0   | 4   | 13  |
| Zelmo Beaty       | Utah Stars       | 27  | 5   | 11  | 2   | 3   | 8   | 3   | 12  |
| Bob Netolicky     | Indiana Pacers   | 22  | 3   | 4   | 0   | 2   | 4   | 1   | 6   |
| Steve Jones       | Memphis Pros     | 21  | 4   | 9   | 1   | 1   | 3   | 0   | 9   |
| Wendell Ladner    | Memphis Pros     | 20  | 6   | 11  | 0   | 0   | 7   | 0   | 12  |
| Glen Combs        | Utah Stars       | 17  | 1   | 7   | 0   | 2   | 1   | 2   | 2   |
| Red Robbins       | Utah Stars       | 14  | 2   | 6   | 0   | 0   | 2   | 1   | 4   |
| Julius Keye       | Denver Rockets   | 7   | 0   | 1   | 0   | 3   | 4   | 0   | 0   |
| Ron Boone         | Utah Stars       | 4   | 2   | 4   | 2   | 3   | 2   | 0   | 6   |
| Totale            |                  | 240 | 47  | 100 | 28  | 43  | 54  | 20  | 122 |
| All. Bill Sharman | Utah Stars       |     |     |     |     |     |     |     |     |

MIN: minuti. FGM: tiri dal campo riusciti. FGA: tiri dal campo tentati. FTM: tiri liberi riusciti. FTA: tiri liberi tentati. RIM: rimbalzi. AST: assist. PT: punti

### Eastern Division
| Eastern Division |                    |     |     |     |     |     |     |     |     |
| Giocatore        | Squadra            | MIN | FGM | FGA | FTM | FTA | RIM | AST | PT  |
| Dan Issel        | Kentucky Colonels  | 34  | 8   | 15  | 5   | 8   | 11  | 0   | 21  |
| Joe Caldwell     | Carolina Cougars   | 32  | 10  | 19  | 1   | 3   | 8   | 3   | 21  |
| John Brisker     | Pittsburgh Condors | 27  | 5   | 19  | 5   | 7   | 17  | 1   | 15  |
| Bill Melchionni  | New York Nets      | 24  | 5   | 10  | 2   | 3   | 1   | 4   | 12  |
| Cincy Powell     | Kentucky Colonels  | 21  | 4   | 6   | 3   | 3   | 10  | 0   | 11  |
| Charlie Scott    | Virginia Squires   | 21  | 2   | 6   | 3   | 6   | 2   | 3   | 7   |
| Mack Calvin      | The Floridians     | 20  | 2   | 7   | 3   | 7   | 4   | 4   | 8   |
| Larry Jones      | The Floridians     | 18  | 2   | 3   | 2   | 2   | 2   | 1   | 6   |
| Rick Barry       | New York Nets      | 17  | 4   | 6   | 6   | 6   | 2   | 2   | 14  |
| Mike Lewis       | Pittsburgh Condors | 14  | 3   | 7   | 1   | 1   | 5   | 1   | 7   |
| George Carter    | Virginia Squires   | 8   | 2   | 3   | 0   | 0   | 2   | 0   | 4   |
| Neil Johnson     | Virginia Squires   | 4   | 0   | 3   | 0   | 0   | 1   | 0   | 0   |
| Totale           |                    | 240 | 47  | 104 | 31  | 48  | 65  | 19  | 126 |
| All. Al Bianchi  | Virginia Squires   |     |     |     |     |     |     |     |     |

MIN: minuti. FGM: tiri dal campo riusciti. FGA: tiri dal campo tentati. FTM: tiri liberi riusciti. FTA: tiri liberi tentati. RIM: rimbalzi. AST: assist. PT: punti